# Neoceratias spinifer
Neoceratias spinifer és l'única espècie del gènere Neoceratias. Es caracteritzen per tenir una barba d'espines en la part superior i inferior de la boca. Tenen ulls petits i no tenen òrgans lluminosos. Les femelles són de color bru vermellós fosc o negre i mesuren uns 6 cm. Els mascles són de color blanc o semitransparent i mesuren uns 1.9 cm.